# ロバート・スミス (ボウリング)
ロバート・スミス（Robert Smith, 1974年1月16日 - ）は、アメリカ合衆国のプロボウラー。非常に回転数が多く、威力のあるボールを投げるパワーボウラーである。

## 略歴
カリフォルニア州ベンチュラ在住。全米プロボウラーズ協会（Professional Bowlers Association）に所属し、今まで7回のタイトルをとっている。彼の繰り出すあまりにも強力なボールは「ブーマー」と呼ばれ、世界でも最も強力なボウラーとして知られている。
最高のボール速度は時速55キロで27回転という驚異的な記録を持っている。

## 優勝歴
- 2000年：全米オープン
- 2002年：ジャパンカップ